# Anne Marten Smallenbroek

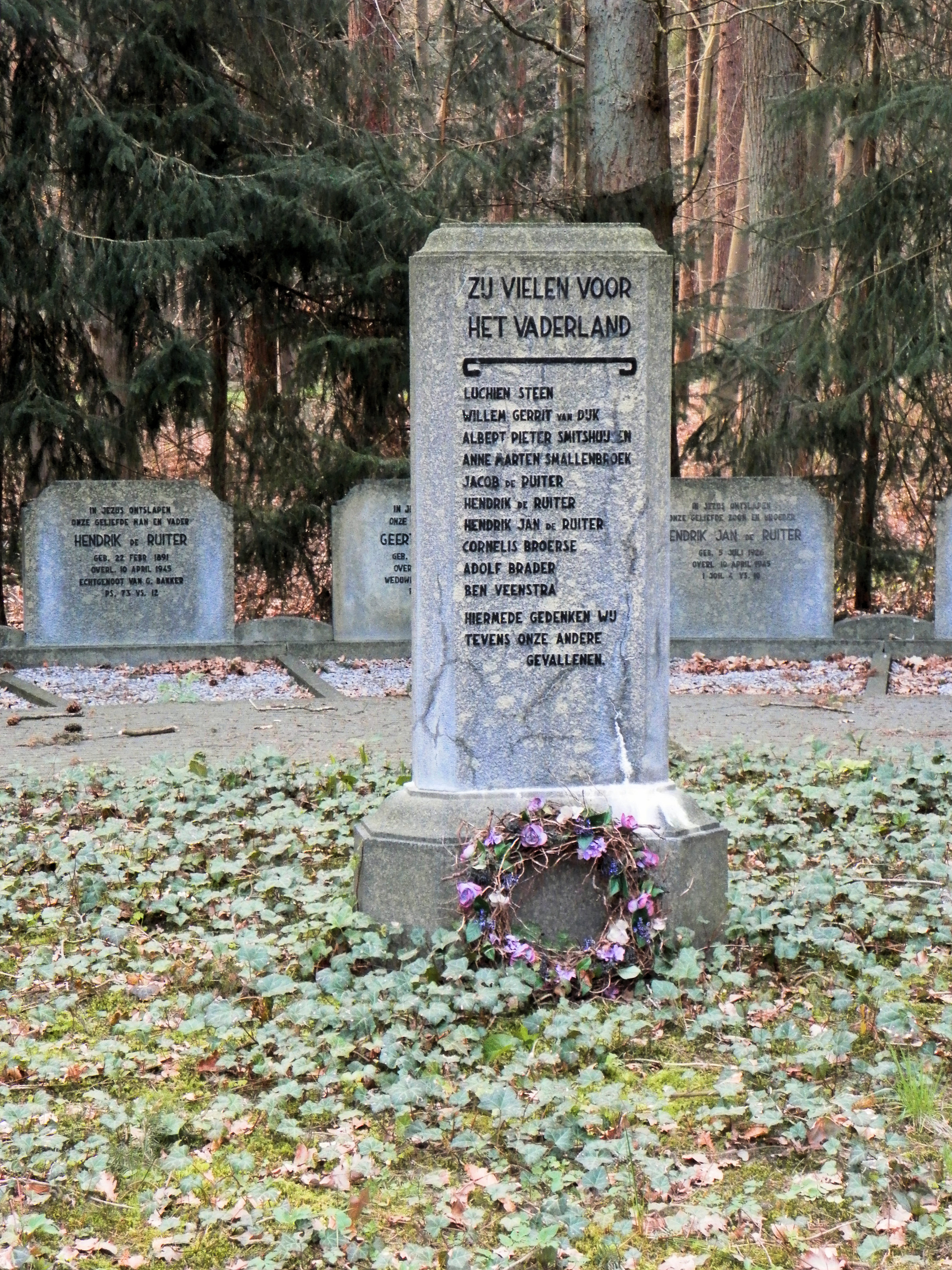
Monument op de Zuiderbegraafplaats, met de naam van Smallenbroek

Anne Marten Smallenbroek (Assen, 14 mei 1919 - Assen, 10 april 1945) was een Nederlands meubelmaker/stoffeerder en tijdens de Tweede Wereldoorlog actief als verzetsstrijder. Hij was een zoon van Jan Smallenbroek en Jacoba de Boer.
Anne Marten Smallenbroek was betrokken bij meerdere verzetsactiviteiten tijdens de oorlog. Hij werd uiteindelijk hoofd van de Geheime Dienst Nederland, de inlichtingendienst van de Ordedienst. Daarnaast was hij actief in de illegale pers. Toen TROUW in Drenthe na de spoorwegstaking van 1944 onregelmatig verscheen, werd met C. Offereins een streekuitgave samengesteld. Tijdens een bijeenkomst van het illegale blad TROUW in het huis van Smallenbroek op 9 januari 1945 deden de Duitsers een inval en werd hij met zeven anderen gearresteerd en gevangen gezet in het Huis van Bewaring in Assen. Anne Marten Smallenbroek werd op 10 april 1945 in Assen gefusilleerd en is daar begraven op de Zuiderbegraafplaats.